# Ecklak
Ecklak (niederdeutsch: Eeklaak) ist eine Gemeinde im Kreis Steinburg in Schleswig-Holstein. Zur Gemeinde gehören die Ortsteile Ackenboe, Austrich, Ecklakerhörn, Keller, Kloster, Seedorf, Wolfsnest und Brokreihe.

## Geografie und Verkehr
Ecklak liegt an der Peripherie der Naturräume Wilstermarsch und Kudenseemoor etwa zehn Kilometer nordöstlich von Brunsbüttel und 14 Kilometer westlich von Itzehoe am Nord-Ostsee-Kanal. Wenige Kilometer südlich von Ecklak verlaufen die Bundesstraße 5 und die Bahnlinie von Itzehoe nach Brunsbüttel. Außerdem fließt die Wilsterau durch die Gemeinde.

## Geschichte
Der Ort wurde 1319 erstmals urkundlich erwähnt.

## Politik

### Gemeindevertretung
Bei der Kommunalwahl am 14. Mai 2023 wurden insgesamt neun Sitze vergeben. Von diesen erhielten die Ecklaker Wählergemeinschaft und die Allgemeine Ecklaker Interessensgemeinschaft je vier Sitze und die Kommunale Wählervereinigung Ecklak erhielt einen Sitz.

### Wappen
Blasonierung: „In Grün über blau-silbernem Wellenschildfuß drei mit den Stängeln sich überkreuzende silberne Eichenblätter über zwei goldenen Eicheln.“
Das Wappen redet hinsichtlich des Namens der Gemeinde, der sich von Eicheln (nd. eek) und seichten Gewässern (mnd. lake) herleitet. Der grüne Hintergrund bezieht sich sowohl auf die Bedeutung der Landwirtschaft als auch auf die naturräumliche Lage am Westrand der Wilstermarsch.

## Wirtschaft
Das Gemeindegebiet ist überwiegend landwirtschaftlich geprägt.

## Persönlichkeiten
Jan Fedder (1955–2019), Schauspieler